# Jakob Nedopil
Jakob Nedopil (* 21. Juli 1811 in Assmeritz; † 4. Januar 1894 in Littau) war ein mährisch-österreichischer Politiker.

## Leben

### Herkunft und Familie
Er war ein Sohn des Landwirts und Ortsrichters Ignaz Nedopil († 1852) und vermählte sich 1845 mit Friederike Schiller. Die Ehe brachte mindestens drei Söhne, darunter Moritz Nedopil und einen jung verstorbenen Sohn, sowie zwei Töchter hervor.

### Werdegang
Nedopil besuchte die Volksschule in Chudwein und Littau sowie von 1834 bis 1830 das Gymnasium in Olmütz. Ein Studium der Rechtswissenschaften an der Universität Olmütz schloss sich an.
Seit 1836 war er Rechtspraktikant am Magistrat in Olmütz, dann am Landrecht und Appellationsgericht in Brünn. Es folgte eine Anstellung als Konzeptspraktikant am Gubernium in Brünn. 1839 war er Assistent, dann Auskultant am Magistrat in Ungarisch Hradisch. Seit 1840 im Freiherr Sina'schen Patrimonialdienst. Hier war er zunächst Aktuar am Patrimonialgericht in Welehrad, avancierte 1845 zum Justiziar und 1847 zum Administrator der Herrschaft Bittischka Eichhorn. 1856 war er Sina'scher Zentral-Herrschaftsdirektor in Wien. Seit 1877 lebte er als Privatier in Wien und seit 1884 in Littau.
Für die mährischen Landgemeinden Littau, Konitz, Mährisch Trübau, Zwittau, Gewitsch, Hohenstadt, Müglitz und Neustadt war er von 1867 bis 1869 Abgeordneter im Mährischen Landtag und von 1879 bis 1885 Mitglied des Abgeordnetenhauses des österreichischen Reichsrates.
Nedopil war Mitglied im „Český club“ (Böhmischer Klub).